# Angelo Taylor
Angelo Taylor (ur. 29 grudnia 1978 w Albany) – amerykański lekkoatleta, sprinter i płotkarz, dwukrotny mistrz olimpijski w biegu na 400 m przez płotki oraz w sztafecie 4 x 400 metrów, dwukrotny mistrz świata w sztafecie 4 x 400 m. Reprezentował swój kraj czterokrotnie podczas igrzysk olimpijskich (2000-2012).
Mistrz olimpijski z Sydney (2000) i Pekinu (2008) w biegu na 400 m przez płotki. Wielokrotny mistrz świata w sztafecie 4 x 400 m, brązowy medalista MŚ w Osace w biegu na 400 m.
Uczestnik zwycięskiej sztafety 4 x 400 m podczas igrzysk olimpijskich 2000 w Sydney. Wkrótce jednak wykryto doping u członka amerykańskiej sztafety Antonio Pettigrew, który został zdyskwalifikowany, a sztafeta pozbawiona złotego medalu.
Zwycięzca klasyfikacji generalnej cyklu Grand Prix IAAF w 2000.

## Rekordy życiowe
- bieg na 200 m – 20,23 (2010)
- bieg na 300 m – 32,67 (2002)
- bieg na 400 m – 44,05 (2007)
- bieg na 400 m przez płotki – 47,25  8. wynik w historii światowej lekkoatletyki